# 411vm 2
411vm 2 je druga številka 411 video revije in je izšla septembra 1993.

## Vsebina številke in glasbena podlaga
Glasbena podlaga je navedena v oklepajih.
- Transitions (The offspring - Take it like a man)
- Profiles Jason Rothmeyer (Bad religion - Yesterday, Bad religion - Bad religion)
- Wheels of fortune Darryl Vaughn (Ringworm - Nunb), Tom Penny (Cornershop - Trip easy), Richard Angelides (Bad religion - Anesthesia), Tas Pappas (Daw hammer - Vigil smile), Moses Itkonen (Confront - Payday)
- Contests Munster vert and street (Rich kids on LSD - Insane), Belgium street (Nofx - The bag), Rad lands / Northhampton skatepark (Jacob's mouse - Solo), NSA AM finals / mini ramp and street (Sol - Hace calor), Back to the city 5 (Souls of mischief - 93 til infinity)
- Industry Consolidated
- Skate camp Visalia (Pennywise - Time to burn), Woodward (Gibb droll - Plastic shuffle)
- Fine tuning Brad Hayes, Eric Koston
- World report Avstralija, Japonska, Nizozemska, Italija, Nova Zelandija, Združeno kraljestvo (Bad religion - Automatic man, Bad religion - I want to conquer the world, Bad religion - Sanity)